# Bobby and the Home Defense
Bobby and the Home Defense è un cortometraggio muto del 1917 diretto da George Ridgwell.

## Produzione
Il film fu prodotto dalla Vitagraph Company of America.

## Distribuzione
Distribuito dalla Greater Vitagraph (V-L-S-E), il film uscì nelle sale cinematografiche statunitensi il 16 settembre 1917.